# Subprefettura di Casa Verde
La Subprefettura di Casa Verde è una subprefettura (subprefeitura) della zona settentrionale della città di San Paolo in Brasile, situata nella zona amministrativa Nordest.

## Distretti
- Casa Verde
- Cachoeirinha
- Limão